# Odontocis
Odontocis là một chi bọ cánh cứng trong họ Ciidae.

## Các loài
- Odontocis denticollis Nakane & Nobuchi, 1955